# Schwach kompakt erzeugter Raum
Schwach kompakt erzeugte Räume werden im mathematischen Teilgebiet der Funktionalanalysis untersucht. Es handelt sich um die große Klasse von Banachräumen, die von einer schwach kompakten Menge erzeugt werden. Die grundlegenden Untersuchungen über diese Raumklasse gehen auf Joram Lindenstrauss zurück. Nach der englischen Bezeichnung weakly compactly generated space nennt man solche Räume auch WCG-Räume.

## Definition
Ein Banachraum heißt schwach kompakt erzeugt, wenn er von einer schwach kompakten Menge erzeugt wird, das heißt, dass es eine schwach kompakte Menge {\displaystyle K} in diesem Banachraum gibt, so dass die abgeschlossene Hülle des von {\displaystyle K} erzeugten Untervektorraums bereits mit dem Gesamtraum zusammenfällt.

## Beispiele
- Jeder separable Banachraum ist schwach kompakt erzeugt. Ist nämlich {\displaystyle \{x_{n}|\,n\in \mathbb {N} \}} eine dichte Teilmenge, so ist {\displaystyle \{{\frac {x_{n}}{n\|x_{n}\|}}|\,n\in \mathbb {N} ,x_{n}\not =0\}\cup \{0\}} ein sogar norm-kompaktes Erzeugendensystem.
- Jeder reflexive Banachraum ist schwach kompakt erzeugt, denn eine der äquivalenten Charakterisierungen der Reflexivität lautet, dass die Einheitskugel schwach kompakt ist, und diese erzeugt natürlich den Banachraum, sogar ohne zusätzliche Abschlussbildung.
- Ist {\displaystyle c_{0}} der separable Folgenraum der Nullfolgen mit der Supremumsnorm und

{\displaystyle \ell ^{2}(\mathbb {R} ):=\{(x_{r})_{r\in \mathbb {R} }|\,\sum _{r\in \mathbb {R} }|x_{r}|^{2}<\infty \}}
der nicht-separable Hilbertraum mit der 2-Norm, so ist die direkte Summe {\displaystyle c_{0}\oplus \ell ^{2}(\mathbb {R} )} schwach kompakt erzeugt, aber weder separabel noch reflexiv.
- Für einen kompakten Hausdorffraum {\displaystyle \Omega } ist der Banachraum {\displaystyle C(\Omega )} der stetigen Funktionen {\displaystyle \Omega \rightarrow \mathbb {R} } mit der Supremumsnorm genau dann schwach kompakt erzeugt, wenn {\displaystyle \Omega } Eberlein-kompakt ist.[3]
- {\displaystyle \ell ^{1}(I):=\{(x_{i})_{i\in I}|\,\sum _{i\in I}|x_{i}|<\infty \}} ist genau dann schwach kompakt erzeugt, wenn die Indexmenge {\displaystyle I} abzählbar ist.

## Eigenschaften
- Sei {\displaystyle X} ein schwach kompakt erzeugter Banachraum. Dann gibt es eine Menge {\displaystyle \Gamma } und einen injektiven, stetigen, linearen Operator {\displaystyle X\rightarrow c_{0}(\Gamma )},[4][5][6] wobei

{\displaystyle c_{0}(\Gamma ):=\{(x_{\gamma })_{\gamma \in \Gamma }|\,\{\gamma \in \Gamma |\,|x_{\gamma }|>\varepsilon \}{\text{ ist endlich für jedes }}\varepsilon >0\,\}}
- Der folgende Satz von Davis, Figiel, Johnson, Pełczyński zeigt die Nähe der schwach kompakt erzeugten Räume zu reflexiven Räumen. Ein Banachraum  {\displaystyle X} ist genau dann schwach kompakt erzeugt, wenn es einen reflexiven Raum {\displaystyle Y} und einen injektiven, stetigen, linearen Operator {\displaystyle Y\rightarrow X} mit dichtem Bild gibt.[7]
- Schwach kompakt erzeugte Räume haben nach dem Satz von Troyanski eine äquivalente Norm, die den Raum zu einem lokal gleichmäßig konvexen Raum macht, man kann sogar erreichen, dass {\displaystyle X} mit dieser äquivalenten Norm zusätzlich glatt und die Dualraumnorm strikt konvex ist.[8][9]
- Ein abgeschlossener Unterraum {\displaystyle Y} eines Banachraums {\displaystyle X} heißt quasikomplementiert, wenn es einen abgeschlossenen Unterraum {\displaystyle Z\subset X} gibt, so dass {\displaystyle Y\cap Z=\{0\}} und {\displaystyle {\overline {Y+Z}}=X}. Ist {\displaystyle X} ein schwach kompakt erzeugter Banachraum, so ist nach einem Satz von Lindenstrauss jeder abgeschlossene Unterraum quasikomplementiert.[10]
- Die Einheitskugel des Dualraums eines normierten Raums ist nach dem Satz von Banach-Alaoglu kompakt in der schwach-*-Topologie. Der Satz von Amir-Lindenstrauss besagt, dass die Einheitskugel des Dualraums eines schwach kompakt erzeugten Banachraums in der schwach-*-Topologie zusätzlich folgenkompakt ist.[11]